# أنقليس ثعباني ملكي
أنقليس ثعباني ملكي (الاسم العلمي: Ophichthus rex) هو نوع من الأنقليس، يتبع فصيلة الأنقليس الثعباني.